# Тайян-Мару
Тайян-Мару (Taian Maru) — транспортне судно, яке під час Другої світової війни брало участь у операціях японських збройних сил на Тихому океані. 
Судно спорудили як вантажне в 1936 році на верфі Mitsubishi Jukogyo для компанії Dairen Kisen.  
Під час Другої японо-китайської війни судно брало участь у десанті на узбережжя провінції Гуаньсі (Південний Китай). 13 листопада 1939-го «Тайян-Мару» та ще 6 транспортів вийшли з порту Самах на острові Хайнань та вранці 5 листопада провели успішну висадку в кількох пунктах у районі Бейхай/Ціньчжоу.
У 1941-му «Тайян-Мару» реквізували для потреб Імперської армії Японії. 
23 січня 1943-го судно перебувало в районі дещо менш ніж за дві сотні кілометрів на південь від Палау (великий логістичний хаб на заході Каролінських островів, з якого провадилось постачання гарнізонів на Новій Гвінеї та Рабаула). Тут воно було атаковане та потоплене американським підводним човном USS Gar.